# Carl Fredrik Carlström
Carl Fredrik Carlström i riksdagen kallad Carlström i Övertorneå, född 16 december 1882 i Länna socken, Uppland, död 8 september 1973 i Enköping, var en svensk rektor och riksdagsman för Högern.
Carlström var ledamot av riksdagens första kammare 1935-46, invald i Västerbottens läns och Norrbottens läns valkrets. Han var även landstingsledamot från 1922.
Han var rektor för Tornedalens folkhögskola från 1911.